# Cases Heras i Llobet
Les Cases Heras i Llobet són un conjunt arquitectònic situat al carrer de Tapioles, 49-51 al Poble-sec de Barcelona, catalogat com a Bé Cultural d'Interès Local.

## Descripció
Es tracta de dos edificis entre mitgeres, de planta rectangular molt estreta, consistents en una casa de pisos, formada planta baixa, entresòl i quatre plantes pis i terrat transitable.
Els dos immobles formant una unitat compositiva on la mitgera comuna exerceix d'eix de simetria. A sengles façanes trobem dos portal, el d'accés als habitatges i un portal de cotxera. A cadascun dels pisos superiors trobem dues obertures per edifici, si bé canvia el tipus de balconada en funció dels pisos. L'entresòl i el pis de dalt disposen de balcons individuals per cada obertura, mentre que els altres tres estan resolts amb una balconada correguda. D'aquests darrers, el del principal i el quart pis estan sostinguts per tres mènsules, mentre que el central només per dos. Els balcons estan massissats de maó estucat, amb les parts baixes revestides de ceràmica amb formes geomètriques i amb unes baranes quasi esquemàtiques amb barrots metàl·lics llisos i helicoidals amb unes lleugeres concessions a la decoració. Destaca també la barreja de materials en façana: pedra a la planta baixa, planta entresòl i segona de maó vist, plantes principal, tercera i quarta esgrafiades, amb uns elements decoratius localitzats amb algunes cornises de ceràmica, però no sempre col·locada a la línia de forjat. És interessant destacar també l'acurada solució de la pedra de la planta baixa amb uns emmarcats d'art nouveau amb tocs vegetals i el singular coronament de l'edifici, on es barregen ceràmica, maó vist, esgrafiat i elements metàl·lics, tot això amb un desenvolupament estètic Secessió vienesa.
El coronament combina línies restes i corbes així com una barana de ferro forjat, sota dels quals hi ha sengles medallons amb la data de finalització de l'obra: 1906 i 1907, respectivament.

## Història
La casa del núm. 49 fou encarregada el 1905 per Magí Llobet i Sala a l'arquitecte Manuel Raspall, mentre que la del núm. 51 ho fou per Ferran Heras i Gibera el 1907 a Josep Maria Jujol.